# PJ Harvey
Polly Jean Harvey (n. 9 octombrie 1969) este o cântăreață engleză.

## Biografie
S-a născut în data de 9 octombrie 1969, la Yeovil, Somerset, Regatul Unit și a crescut la Corscombe, Dorset.
A studiat saxofonul timp de opt ani. În ianuarie 1991 a format formația originală PJ Harvey, ea fiind vocalista și cântând la chitară, Rob Ellis la baterie și Ian Olliver la bas (dar Olliver a fost înlocuit repede de Steve Vaughan).

## Discografie
- Dry (1992)
- Rid of Me (1993)
- To Bring You My Love (1995)
- Is This Desire? (1998)
- Stories from the City, Stories from the Sea (2000)
- Uh Huh Her (2004)
- White Chalk (2007)
- Let England Shake (2011)
- The Hope Six Demolition Project (2016)
- I Inside the Old Year Dying (2023)